# ألبرت ك. هوتون
ألبرت ك. هوتون (بالإنجليزية: Albert Charles Houghton)‏ هو سياسي أمريكي، ولد في 13 أبريل 1844 في الولايات المتحدة، وتوفي في 11 أغسطس 1914 في نفس البلد. انتخب عمدة نورث آدمز, ماساتشوستس (1896 – 1897).